# Häfen Forchheim
Die Häfen Forchheim umfassen zwei Anlandungsstellen an der Bundeswasserstraße Main-Donau-Kanal (MDK), zwei Schleusenvorhäfen an der Schleuse Forchheim, zwei Sportboothäfen an der Regnitz sowie ein Gewerbegebiet im Süden der oberfränkischen Stadt Forchheim.

## Geographie
Die Häfen Forchheim liegen an sechs räumlich getrennten Standorten westlich des Ortskerns von Forchheim. Die Marina des MYC Forchheim befindet sich in einem Altarm der Regnitz und liegt ebenso wie der untere Schleusenvorhafen am MDK an der Haltung Strullendorf auf einer Höhe von 249 m. Die anderen Häfen liegen auf einer Höhe von 255 m an der Haltung Forchheim bei Kanalkilometer:
| MDK-km: | Hafenteil         | Hafentyp  | Lage | Kailänge                                      | Tiefe | Verwendung und Ausstattung                                                                                   |       |
| ------- | ----------------- | --------- | ---- | --------------------------------------------- | ----- | --- | ----- |
| 25,5 W  | Schleusenvorhafen | Lände     | ⊙    | 280 m Kaimauer                                | 4 m   | Liegeplätze Großschifffahrt; am Westufer: Strom, Wasser, Abwasser; am Ostufer: Dalben, 3 Stege               |       |
| 25,9 W  | Motoryachtclub    | Marina    | ⊙    | 130 m Kaimauer                                | 2,5 m | Stege f. Kleinfahrzeuge, Clubhaus, Sanitär, Strom, Grillplatz, Slipanlage, 30 Wasser- und 10 Landliegeplätze | [ 1 ] |
| 26,2 W  | Schleusenvorhafen | Lände     | ⊙    | 280 m Kaimauer                                | 4 m   | Liegeplätze Großschifffahrt; am Westufer: Strom, Wasser, Abwasser; am Ostufer: Dalben, 3 Stege               |       |
| 26,6 W  | Bauhafen          | Lände     | ⊙    | 200 m Kaimauer                                | 4 m   | Schwerlastplatte, 6000 m² Freilagerflächen, Strom                                                            | [ 2 ] |
| 28,4 W  | Yachtclub 1969    | Marina    | ⊙    | 100 m geböschtes Ufer mit Stegen              | 2,5 m | Stege f. Kleinfahrzeuge, Clubhaus, Sanitär, Strom, Slipstelle, 35 Wasser- und 20 Landliegeplätze             | [ 3 ] |
| 30,1 O  | Stadthafen        | Landesteg | ⊙    | Schwimmsteg 10 m + ca. 160 m, geböschtes Ufer | 4 m   | Anleger für die Personenschifffahrt, ehemals Handelshafen, Parkplätze, ÖPNV in ca. 250 m Entfernung          | [ 4 ] |

## Geschichte
Bereits seit den 1840er Jahren führte der Ludwig-Donau-Main-Kanal östlich an Forchheim vorbei und nördlich des Stadtgebietes gab es einen Handelshafen. Nach Schäden im Zweiten Weltkrieg wurde der Kanal aufgrund der nicht mehr zeitgemäßen Beförderungskapazitäten um 1950 herum aufgelassen und der alte Hafen wich einem Einkaufszentrum; die Planungen und Bautätigkeiten für den Kanalneubau begannen. Die neue Trassenführung des Main-Donau-Kanales tangierte Forchheim nunmehr westlich und folgt heute dem Lauf der hierfür begradigten Regnitz.
In den Jahren 1961 bis 1964 entstanden zunächst die Schleuse Forchheim mit ihnen Schleusenvorhäfen und der Bauhafen am Main-Donau-Kanal. Im Jahr 1967 war auch der neue Stadthafen fertiggestellt und  an 310 m Uferlänge gab es einen Kran mit 4 t Tragfähigkeit und 10.000 m² Freilagerflächen.:13–15  In dem angrenzenden, knapp zwanzig Hektar großen Gewerbegebiet siedelte sich zunächst die BayWa an, errichtete Lagerhallen sowie Silos mit 600 m³ Fassungsvermögen und es kamen weitere Transport- und Gewerbebetriebe hinzu. Umgeschlagen wurden hauptsächlich Baustoffe und Agrarerzeugnisse. Ein Bahnanschluss an die damals unmittelbar südlich verlaufende Bahnstrecke Forchheim–Höchstadt bis auf den Kai war geplant, blieb aber letztlich unverwirklicht.
 Die Fa. Väth ersetzte später den 4 t-Kran durch einen Portalkran mit 8 t Tragfähigkeit.  In den 1970er Jahren entstanden dann die beiden Marinas für die Freizeitschifffahrt in Forchheim und der Yachtclub 1969 wurde 1999 auch zum Standort des Rettungsbootes der Kreiswasserwacht.  In den 1990er Jahren kamen die Umschläge zum Erliegen und die geböschten Ufer der Lände wucherten zu. In den 2000er Jahren lagen auch weite Teile des Gewerbegebietes brach. Nach Besitzerwechseln siedelten sich andere Unternehmen an, die die Umschlagseinrichtungen nicht nutzten und in den 2010er Jahren wurde schließlich auch der Portalkran abgebaut. An dessen Stelle wurde im Jahr 2017 eine Anlegestelle für die Personenschifffahrt geplant und 2019 baulich fertiggestellt.

## Verkehr
Die Häfen Forchheims sind erschlossen durch Gemeindestraßen. Über die Bundesstraße 470 besteht eine Auffahrtsmöglichkeit zu der östlich des Hafengebietes verlaufenden Bundesautobahn 73. Den Stadthafen bedienen in ca. 250 m Entfernungen zwei Stadtbuslinien, die der Omnibusverkehr Franken betreibt.

## Zwischenfälle
- In der Nacht zum 1. Juni 2022 verunglückte ein Fahrgastschiff an der Eisenbahnbrücke südlich des Stadthafens.[11]